# Golpe de Estado en Uganda de 1971
El golpe de estado de Uganda de 1971 fue un golpe de Estado militar ejecutado por el ejército ugandés, dirigido por el general Idi Amin contra el gobierno del presidente Milton Obote el 25 de enero de 1971. La toma del poder tuvo lugar mientras Obote estaba en el extranjero asistiendo a una conferencia de Jefes de Estado de la Commonwealth en Singapur. Amin temía que Obote pudiera destituirlo.
El golpe de 1971 se cita a menudo como un ejemplo de "acción clasista de los militares", en el que las fuerzas armadas ugandesas actuaron contra "un régimen cada vez más socialista cuya política doméstica igualitaria planteaba cada vez más una amenaza a los privilegios económicos de los militares".

## Antecedentes
Desde hace algunos años se había estado desarrollando una rivalidad entre Amin y Obote, exacerbada por el apoyo que Amin había construido dentro del ejército reclutando desde la región del Nilo Occidental, su participación en operaciones para apoyar la rebelión en el sur de Sudán y un atentado contra la vida de Obote en 1969. En octubre de 1970, Obote tomó el control general de las fuerzas armadas ugandesas, reduciendo a Amin de su posición de comandante en jefe de todas las fuerzas armadas a la de comandante en jefe del ejército.

## Desarrollo
Tras enterarse de que Obote planeaba arrestarlo por malversar fondos del ejército, Amin dio un golpe de Estado el 25 de enero de 1971, mientras Obote asistía a una cumbre de la Commonwealth en Singapur. Las tropas ugandesas leales a Amin tomaron el Aeropuerto Internacional de Entebbe para evitar el regreso de Obote, y tanques y soldados comenzaron a patrullar las calles de Kampala y Entebbe. Aquí, algunos soldados leales al presidente Obote y miembros de la Unidad de Servicios Generales resistieron a las fuerzas golpistas, mientras que algunos combates también tuvieron lugar en el colegio de policía de Kampala. Se reportaron enfrentamientos feroces en Jinja, a unas 50 millas de Kampala. La residencia de Obote fue rodeada y las principales carreteras fueron bloqueadas. Las fuerzas golpistas impusieron un toque de queda nocturno. A las 4:30 p. m. se anunció que el Ejército y la policía bajo el liderazgo de Amin tenían el control de todo el país. Las fuerzas de Amin contaron en total con 5700 soldados y 5500 policías.
En las transmisiones de radio, controladas por el nuevo gobierno, se acusó al gobierno de Obote de corrupción y se dijo que el ejército creía que las políticas de Obote tenían como resultado la violencia, acusando al derrocado mandatario de otorgar trato preferencial a ciertas regiones del país. Las transmisiones fueron recibidas por multitudes entusiastas en la capital.

## Representación en los medios
El golpe de Estado de Amin ha sido dramatizado en películas como Rise and Fall of Idi Amin y El último rey de Escocia.